# Liste der Bodendenkmale in Hatten
In der Liste der Bodendenkmale in Hatten sind die Bodendenkmale der niedersächsischen Gemeinde Hatten aufgeführt. Die Quelle ist der Denkmalatlas Niedersachsen.
- Diese Liste erhebt keinen Anspruch auf Vollständigkeit.
- Die Angaben ersetzen nicht die rechtsverbindliche Auskunft der zuständigen Denkmalschutzbehörde.
- Es sind nur Daten aus dem Denkmalatlas verarbeitet.
- Der Stand der Liste ist der 10. Juni 2025.

Hatten im Landkreis Oldenburg

## Allgemein
In den Spalten finden sich folgende Informationen des Bodendenkmales:
| Lage         | geographische Koordinaten                                                           |
| Bezeichnung  | Bezeichnung lt. Denkmalatlas                                                        |
| Beschreibung | Beschreibung lt. Denkmalatlas                                                       |
| ID           | Objekt-ID                                                                           |
| Bild         | Bild, ggf. zusätzlich mit Link zu weiteren Fotos im Medienarchiv Wikimedia Commons. |

## Hatten
| Lage                        | Bezeichnung             | Beschreibung                                                                                                   | ID       | Bild           |
| --------------------------- | ----------------------- | --- | -------- | -------------- |
| 52° 59′ 55″ N, 8° 19′ 56″ O | Hatten 1, Großsteingrab | (Sprockhoff Nr. 926)                                                                                           | 28954934 | Weitere Bilder |
| 53° 0′ 21″ N, 8° 18′ 58″ O  | Hatten 2, Großsteingrab | (Sprockhoff Nr. 925)                                                                                           | 28954935 | Weitere Bilder |
| 53° 0′ 2″ N, 8° 19′ 36″ O   | Hatten 3, Grabhügel     | Größe ca. 14 × 11 m und Höhe ca. 0,6 m. Ost-West orientiert.                                                   | 28956616 | BW             |
| 53° 0′ 21″ N, 8° 22′ 37″ O  | Hatten 6, Grabhügel     | Durchmesser ca. 20 m und Höhe ca. 1,5 m. Mit länglicher Eingrabung im Süden.                                   | 28956619 | BW             |
| 53° 0′ 6″ N, 8° 19′ 17″ O   | Hatten 7, Grabhügel     | Durchmesser ca. 19 m und Höhe ca. 1,6 m. Nordwest-Südost orientiert.                                           | 28956620 | BW             |
| 52° 59′ 54″ N, 8° 20′ 38″ O | Hatten 8, Grabhügel     | Durchmesser ca. 18 m und Höhe ca. 0,7 m. Gestört.                                                              | 28955416 | BW             |
| 52° 59′ 54″ N, 8° 20′ 40″ O | Hatten 9, Grabhügel     | Durchmesser ca. 20 m und Höhe ca. 1,5 m.                                                                       | 28947856 | BW             |
| 52° 59′ 55″ N, 8° 20′ 35″ O | Hatten 11, Grabhügel    | Durchmesser ca. 32 m und Höhe ca. 1,5 m. Gestört.                                                              | 28955890 | BW             |
| 52° 59′ 53″ N, 8° 20′ 33″ O | Hatten 12, Grabhügel    | Durchmesser ca. 18 m und Höhe ca. 1,4 m.                                                                       | 28960451 | BW             |
| 52° 59′ 54″ N, 8° 20′ 29″ O | Hatten 13, Grabhügel    | Durchmesser ca. 18 m und Höhe ca. 1,2 m.                                                                       | 28960464 | BW             |
| 52° 59′ 53″ N, 8° 20′ 28″ O | Hatten 14, Grabhügel    | Durchmesser ca. 24 m und Höhe ca. 1,4 m.                                                                       | 28960465 | BW             |
| 53° 2′ 43″ N, 8° 24′ 45″ O  | Hatten 19, Wegespuren   | Teilstück ID: 36160249                                                                                         | 28956622 | BW             |
| 53° 1′ 2″ N, 8° 23′ 56″ O   | Hatten 24, Grabhügel    | Durchmesser ca. 16 m und Höhe ca. 1,2 m.                                                                       | 28935450 | BW             |
| 53° 1′ 57″ N, 8° 23′ 17″ O  | Hatten 36, Grabhügel    | Größe ca. 12 × 7 m und Höhe ca. 1 m. Oval.                                                                     | 28954813 | BW             |
| 53° 1′ 57″ N, 8° 23′ 16″ O  | Hatten 37, Grabhügel    | Durchmesser ca. 23 m und Höhe ca. 2,3 m. Hochgewölbt mit Grabungstrichter.                                     | 28954814 | BW             |
| 53° 1′ 58″ N, 8° 23′ 14″ O  | Hatten 38, Grabhügel    | Durchmesser ca. 9 m und Höhe ca. 0,5 m. Stark durch zwei Kuhlen im Zentrum gestört.                            | 28954815 | BW             |
| 53° 1′ 57″ N, 8° 23′ 13″ O  | Hatten 39, Grabhügel    | Durchmesser ca. 16 m und Höhe ca. 1,3 m. Mit kreisförmigen Eingrabungen.                                       | 28954816 | BW             |
| 53° 1′ 57″ N, 8° 23′ 12″ O  | Hatten 40, Grabhügel    | Durchmesser ca. 16 m und Höhe ca. 0,5 m. Durch mehrere Grabungsmulden sind die Konturen kaum noch zu erkennen. | 28954817 | BW             |
| 53° 1′ 38″ N, 8° 21′ 57″ O  | Hatten 44, Sandfang     | Teilstück ID: 36160299                                                                                         | 28956625 | BW             |
| 53° 1′ 41″ N, 8° 21′ 54″ O  | Hatten 45, Grabhügel    | Größe ca. 20 × 9 m. Nur der südwestliche Teil erhalten.                                                        | 28986417 | BW             |
| 53° 1′ 49″ N, 8° 22′ 44″ O  | Hatten 71, Grabhügel    | Durchmesser ca. 25 m und Höhe ca. 1,3 m.                                                                       | 28961083 | BW             |
| 53° 1′ 51″ N, 8° 22′ 54″ O  | Hatten 72, Grabhügel    | Durchmesser ca. 14 m und Höhe ca. 0,4 m.                                                                       | 28961081 | BW             |
| 53° 1′ 48″ N, 8° 22′ 52″ O  | Hatten 73, Grabhügel    | Durchmesser ca. 15 m und Höhe ca. 0,8 m.                                                                       | 28961084 | BW             |
| 53° 0′ 1″ N, 8° 22′ 14″ O   | Hatten 95, Grabhügel    | Höhe ca. 0,8 m. Stark durchwühlt, dadurch der Durchmesser nicht mehr bestimmbar.                               | 28949566 | BW             |
| 53° 0′ 1″ N, 8° 22′ 16″ O   | Hatten 96, Grabhügel    | Höhe ca. 0,4 m. Westliche Hälfte abgetragen.                                                                   | 28962719 | BW             |
| 53° 1′ 56″ N, 8° 23′ 15″ O  | Hatten 121, Grabhügel   | Durchmesser ca. 11 m und Höhe ca. 0,5 m. Rundoval.                                                             | 28980745 | BW             |